# Kupljenik
Kupljenik este o localitate din comuna Bled, Slovenia, cu o populație de 46 de locuitori.